# Попово (Подујево)
Попово (алб. Popovë) је насељено место у општини Подујево, Косово и Метохија, Република Србија.

## Демографија
| Демографија | Демографија | Демографија |
| Година      | Становника  | Становника  |
| ----------- | ----------- | ----------- |
| 1948.       | 545         |             |
| 1953.       | 569         |             |
| 1961.       | 650         |             |
| 1971.       | 655         |             |
| 1981.       | 485         |             |
| 1991.       | 432         |             |